# 日本介護福祉士会
公益社団法人日本介護福祉士会（にほんかいごふくししかい）は、介護福祉士によって構成される公益法人。法人の設立は1994年（平成6年）である。

## 概要
職能団体として、介護に関する啓蒙、啓発活動や介護福祉士の利益を守るための政治活動、ロビー活動などを行っている。元厚生労働省所管。日本介護福祉士会編集による日本介護学会の機関紙『介護福祉士』を年1回発行している。会長は及川ゆりこ。
行政庁の審議会に委員を送る活動も行っている。
法律上強制入会制度にはなっておらず、入会は各介護福祉士の任意である。47都道府県すべてに支部を置く。組織率は約5%（会員数は4,4万人）。
各種研修や交流会の実施、他の専門職団体との連携等も行っている。1995年11月17日には「日本介護福祉士会倫理綱領」を制定している。
2019年9月には日本社会福祉士会、日本精神保健福祉士協会、日本医療社会福祉協会、日本介護福祉士養成施設協会、全国社会福祉法人経営者協議会等の関係団体と協力して、地域共生社会推進に向けての福祉専門職支援議員連盟の設立に尽力した。
出典。